# Von-Halfern-Park

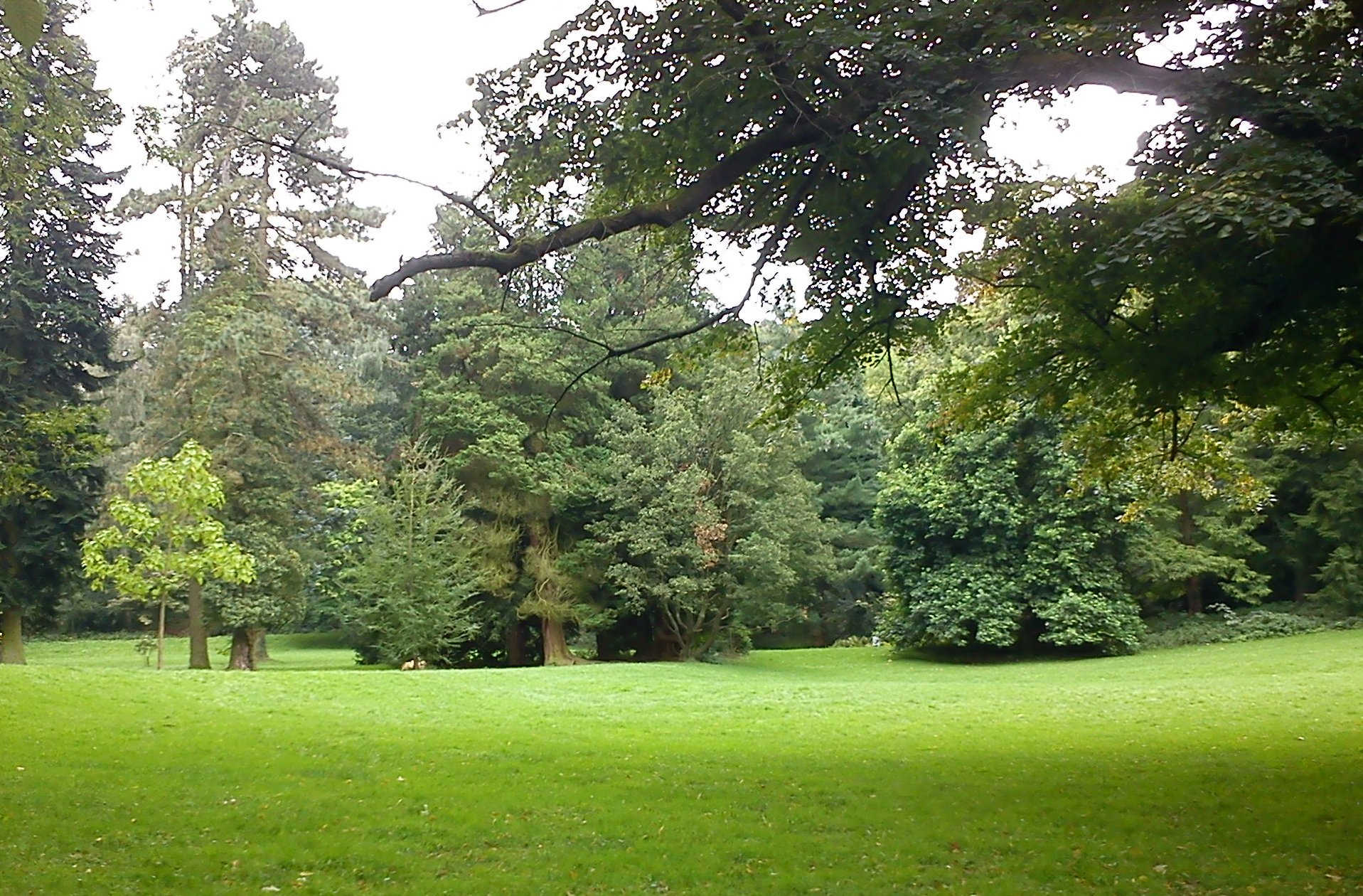
Von-Halfern-Park

Der Von-Halfern-Park ist ein Park und Arboretum im Südwesten von Aachen an der Lütticher Straße (B 264), Richtung Kelmis/Belgien, unmittelbar und übergangslos am nördlichen Rand des Aachener Stadtwaldes gelegen. Er wurde im Stil eines englischen Landschaftsgartens angelegt und in ihm befinden sich bis zu 200 Jahre alte Bäume und Pflanzen, u. a. aus Nordamerika, Europa und Asien.

## Historisches
Die Anfänge begannen mit der Idee des Aachener Tuchfabrikanten Gustav von Halfern († 25. Juli 1875), für sich und seine Familie ein Wochenendhaus mit anliegenden Kleingärten im Bereich um das damalige Gut Groutenhof, später Grundhaus genannt, zu errichten. Schon wenige Jahre später kaufte er eine weitere Wiese und kleinere Waldbestände hinzu.
Nach Gustavs Tod ließ sein Sohn, der Aachener Tuchfabrikant, Bankdirektor und Stadtverordnete von Burtscheid, Friedrich von Halfern, nach Plänen des Stadtgartendirektors Heinrich Grube eine Parkanlage nach englischem Muster anlegen. Dazu erwarb er ebenfalls weiteres Waldgebiet und Ackerland hinzu und ließ den sich entwickelnden jetzt rund 10 Hektar großen Park unter romantischen Aspekten mit allerlei künstlichen Wasserläufen, Grotten, Tempelchen und Türmchen bestücken sowie mit einer Waldkegelbahn, einer Bocciabahn, einem Pfeil- und Bogenschießplatz und einer kleinen Reitbahn ausstatten. Weiterhin ließ Friedrich von Halfern, der in seiner Freizeitbeschäftigung ein anerkannter Dendrologe war, seltene und für Aachen ungewöhnliche Baumarten aus verschiedenen Ländern besorgen und einpflanzen. Bald summierten sich diese Raritäten auf mehr als 80 Laub- und 50 Nadelbäume, darunter Amberbäume, Araukarien, Engelmann-Fichten, Götterbäume, Pyramideneiche, Urweltmammutbäume oder Libanon-Zeder. Auch war er bemüht, die mythologische Esche Yggdrasil nachzubilden, was ihm allerdings nicht vollends gelang. Überzählige Bäume und Ableger verkaufte er der Stadt Aachen, die diese überwiegend im nahen Kaiser-Friedrich-Park anpflanzten. Darüber hinaus ließ er in der Nachbarschaft seines mittlerweile von dem Kölner Architekten Hermann Joseph Hürth zu einer prächtigen barocken Villa ausgebauten Wohnsitzes Wintergärten, Palmenhäuser und Orangerien, aber auch Kutscherhäuser, Stallungen und Gärtnerwohnungen anlegen.
Im Jahre 1902 wurde der Park durch einen heftigen Sturm in Mitleidenschaft gezogen. Von Halfern ließ die umgerissenen Bäume nicht durch neue ersetzen, sondern in durch Waldwiesen gesäumte lichte Wandel- und Picknickflächen umwandeln.

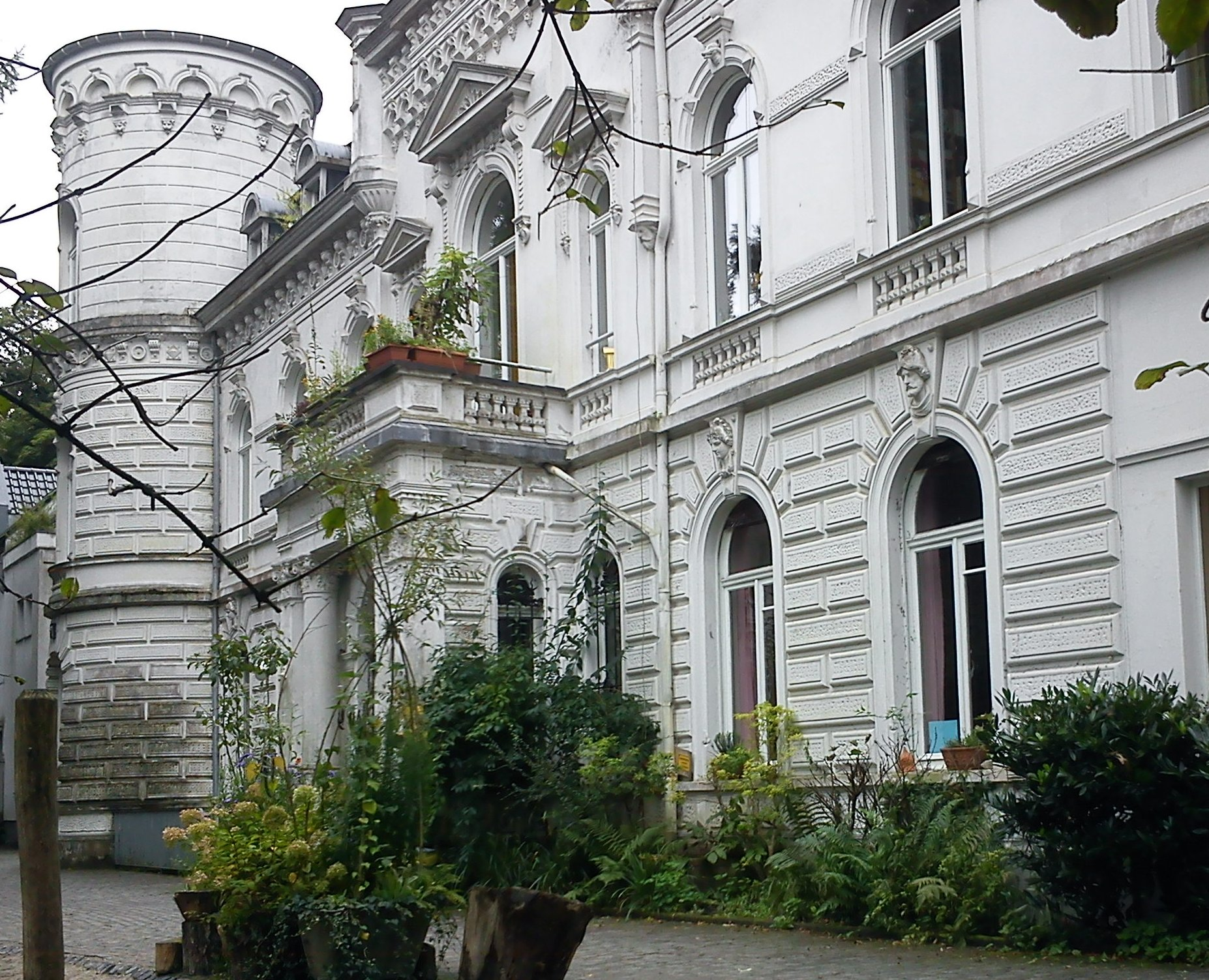
Herrenhaus, heute Waldorf-Kindergarten

Als Friedrich von Halfern im Jahr 1908 starb, erbte sein Sohn Carl von Halfern das gesamte Anwesen und ließ dieses während seiner Abwesenheit von seiner Mutter verwalten. Doch er musste es wenige Jahre später erdulden, dass während des Ersten Weltkriegs die belgische Besatzungsmacht die Villa und den Park besetzten und nach dem Krieg eine belgische Spionagedienststelle einzog. Dies führte zu einer Vernachlässigung der Parkpflege und zu einem vorläufigen Verfall der Anlage. Schließlich verkaufte Carl von Halfern im Jahre 1925 die Ländereien an die Stadt Aachen, nachdem er zum Regierungspräsidenten in Hildesheim berufen worden war. Das Hochgrundhaus selbst schenkte er der Stadt unter der Auflage, diese für einen sozialen Zweck zu nutzen. Das Herrenhaus wurde daraufhin zu einem Tages-Sanatorium für lungenerkrankte oder erholungsbedürftige Jugendliche umfunktioniert. Seit dem Jahr 1925 ist der Park der Öffentlichkeit zugänglich.
Dennoch ging der Verfall des Parks auch während des Zweiten Weltkriegs zunächst weiter, und erst ab 1950 sorgt das Stadtgartenamt wieder für fachgerechte Instandhaltung und Pflege der weitläufigen Anlage. Nachdem im Herrenhaus im Jahr 1963 eine Pockenstation und ab Ende der 70er Jahre ein Frauenhaus eingerichtet worden war, pachtete ab 1982 der Verein zur Förderung der Waldorfpädagogik das Haus und richtete dort einen bis heute bestehenden Waldorfkindergarten ein. Im Park wurden zwischenzeitlich die meisten der die Kriege und Stürme überlebenden, teilweise mehr als 150 Jahre alten Bäume als Naturdenkmäler unter besonderen Schutz gestellt, so dass sie sich zu enormer Größe und mächtiger Gestalt entwickeln konnten. Heute ist der Park ein beliebtes Ausflugsziel für die Aachener Bevölkerung.